# Milan Urban
Milan Urban, né le 15 octobre 1958 à Čáslav, est un homme politique tchèque, membre du Parti social-démocrate tchèque (ČSSD).